# Polycarters
SARL Polycarters ist ein französisches Unternehmen und ehemaliger Hersteller von Automobilen.

## Unternehmensgeschichte
Das Unternehmen aus Sorigny begann 1970 unter Leitung von G. de Tayrac mit der Produktion von Automobilen. Im Oktober desselben Jahres präsentierte es Fahrzeuge auf dem Pariser Automobilsalon. Der Markenname lautete Polycarters. 1972 endete die Automobilproduktion. Im Bereich Motoren- und Turbinenbau ist das Unternehmen immer noch aktiv.

## Fahrzeuge
Ein Modell war ein Kleinstwagen. Für den Antrieb sorgte ein Motor von Sachs mit 50 cm³ Hubraum. Solche Fahrzeuge durften damals in Frankreich ohne Fahrerlaubnis gefahren werden.
Das andere Modell war eine Art Strandwagen. Die Basis bildete das Fahrgestell vom Renault 4. Dach und Türen konnten entfernt werden. Mehrere Dutzend Exemplare entstanden.